# Bill Clay

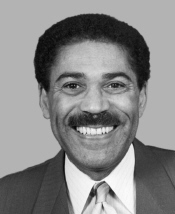
Bill Clay

William Lacy „Bill“ Clay (* 30. April 1931 in St. Louis, Missouri; † 16. Juli 2025) war ein US-amerikanischer Politiker der Demokratischen Partei. Zwischen 1969 und 2001 vertrat er den Bundesstaat Missouri im US-Repräsentantenhaus.

## Werdegang
Bill Clay studierte bis 1953 an der Saint Louis University. Danach diente er bis 1955 in der US Army. In den folgenden Jahren arbeitete er bis 1961 in der Immobilienbranche und im Lebensversicherungsgeschäft.
Zwischen 1959 und 1964 saß er im Stadtrat von St. Louis. Im Jahr 1963 wurde er zu 105 Tagen Gefängnis verurteilt, weil er an einer Bürgerrechtsdemonstration teilgenommen hatte. Clay engagierte sich auch in der Gewerkschaftsbewegung und vertrat zwischen 1961 und 1964 die Interessen der Beschäftigten der Stadtverwaltung von St. Louis.
Bei der Wahl 1968 wurde Clay im ersten Kongresswahlbezirk Missouris in das US-Repräsentantenhaus in Washington, D.C. gewählt, wo er am 3. Januar 1969 die Nachfolge von Frank M. Karsten antrat. Nach 15 Wiederwahlen diente er bis zum 3. Januar 2001 insgesamt 16 Legislaturperioden im Kongress. Auf seine Anregung ging 1971 die Gründung des Congressional Black Caucus zurück, der die afroamerikanischen Abgeordneten in einer Gruppe versammelte und ihnen Gehör verschaffte. Zwischen 1991 und 1995 war er Vorsitzender des Ausschusses für das Postwesen und den öffentlichen Dienst. Im Kongress setzte sich Clay vor allem für Umweltbelange, Arbeitsprobleme und soziale Anliegen ein. Während seiner Zeit als Kongressabgeordneter endete der Vietnamkrieg. Im Jahr 1974 erschütterte die Watergate-Affäre das politische Leben in Amerika. Zwischenzeitlich geriet Clay auch negativ in die Schlagzeilen, als er unrichtige Reisekosten abrechnete.
Bei der Wahl 2000 verzichtete Clay auf eine erneute Kongresskandidatur. Sein Mandat fiel an seinen Sohn William, der ihn am 3. Januar 2001 ablöste und bis 2021 den ersten Kongresswahlbezirk Missouris im US-Repräsentantenhaus vertrat.